# Makarios III
Makarios III, pol. Makary III (ur. 13 sierpnia 1913 w Pano Panaja, zm. 3 sierpnia 1977 w Nikozji) – zwierzchnik Cypryjskiego Kościoła Prawosławnego w latach 1960–1977, pierwszy prezydent Republiki Cypru.
W wieku trzynastu lat wstąpił do klasztoru Kykkos. Ukończył studia teologiczne na uniwersytecie w Atenach. W 1946 wyświęcony na kapłana, dwa lata później mianowany metropolitą Kition, w 1950 objął urząd arcybiskupa Nowej Justyniany i całego Cypru. Odegrał znaczącą rolę w ruchu na rzecz niepodległości Cypru. Po jej proklamowaniu został pierwszym prezydentem państwa.
W okresie sprawowania przezeń urzędu prezydenta Cypr dołączył do Ruchu Państw Niezaangażowanych, lawirując politycznie między blokami wschodnim i zachodnim. Równocześnie czynił starania na rzecz realizacji idei enosis – unii grecko-cypryjskiej – bez ustępstw terytorialnych na rzecz Turcji. Z polityki tej wycofał się po dojściu do władzy w Grecji junty czarnych pułkowników.
W lipcu 1974, po zamachu stanu przeprowadzonym na Cyprze przez grupę oficerów działających na polecenie czarnych pułkowników, udał się do Wielkiej Brytanii. Na Cypr powrócił w grudniu 1974. Do końca życia działał na rzecz likwidacji skutków inwazji tureckiej na Cypr, dokonanej w lipcu 1974, po zamachu stanu.

## Życiorys

### Młodość
Urodził się w rodzinie chłopskiej we wsi Pano Panaja w zachodniej części Cypru. Wykształcenie podstawowe uzyskał w szkole w rodzinnej wsi, następnie w szkole przy klasztorze Kykkos. W wieku trzynastu lat został posłusznikiem w tejże wspólnocie. Następnie ukończył Gimnazjum Pancypryjskie w Nikozji.
7 sierpnia 1938 złożył wieczyste śluby mnisze, przyjmując imię zakonne Makary, po czym został wyświęcony na hierodiakona. W tym samym roku wyjechał do Aten na studia teologiczne na miejscowym uniwersytecie, które ukończył w 1943. Następnie podjął studia prawnicze na tejże uczelni. Dzięki stypendium Światowej Rady Kościołów mógł kontynuować naukę na uniwersytecie w Bostonie. Wyświęcony w 1946 na kapłana, łączył studia z pracą duszpasterską w parafiach prawosławnych w Nowej Anglii. W czasie studiów w Stanach Zjednoczonych doskonale nauczył się retoryki. Niektóre z głoszonych przez niego w tym okresie koncepcji teologicznych budziły kontrowersje – podzielał m.in. pogląd, iż dusze potępionych nie zostaną zesłane do piekła na wieczność.

### Biskup
W 1948 przyjął chirotonię biskupią i tytuł metropolity Kition. Urząd ten pełnił przez dwa lata. W czasie ceremonii intronizacyjnej w Kition przysiągł publicznie, że będzie działał na rzecz uzyskania przez Cypr niepodległości, a następnie zjednoczenia wyspy z „Matką Grecją”.

### Arcybiskup Nowej Justyniany i całego Cypru
W 1950 zmarł arcybiskup Nowej Justyniany i całego Cypru Makary II. Metropolita Kition został wybrany na jego następcę i intronizowany 20 października 1950. Jako zwierzchnik Cypryjskiego Kościoła Prawosławnego Makarios III szczególnie interesował się poprawą materialnej sytuacji duchowieństwa oraz jego poziomu moralnego. Opiekował się seminarium duchownym, powołał do życia Biuro Oświecenia Religijnego i angażował się w działalność instytucji charytatywnych. W Nikozji wzniósł nową siedzibę arcybiskupów.
Makarios III łączył działalność religijną z narodową (według niektórych autorów tę drugą należy właściwie uważać za pierwszoplanową). Z jego inicjatywy odbywały się manifestacje Greków cypryjskich, domagających się niepodległości wyspy. Zainicjował powstanie Wszechcypryjskiej Narodowej Organizacji Młodzieżowej. Już w roku objęcia urzędu arcybiskupa spotkał się z greckim generałem Jeorjosem Griwasem, organizatorem partyzanckiej Narodowej Organizacji Cypryjskich Bojowników (EOKA). Sprzeciwił się jednak stosowaniu w walce o niepodległość metod terrorystycznych. W 1952 hierarcha wziął udział w spotkaniu organizowanego przez Griwasa komitetu rewolucyjnego, które odbyło się w Atenach i na którym ponownie sprzeciwił się walce zbrojnej, wierząc nadal w możliwość rozwiązania problemu cypryjskiego drogą dyplomatyczną.
Makarios III opowiadał się za ideą przyłączenia Cypru do Grecji (enosis). W 1951, udając się ze swoją pierwszą oficjalną wizytą do Grecji, usiłował przekonać rząd Nikolaosa Plastirasa do poruszenia na forum ONZ kwestii cypryjskiej. Plastiras odmówił, uzasadniając swoją decyzję możliwą utratą przez Grecję ekonomicznej pomocy krajów zachodnioeuropejskich w przypadku zajęcia procypryjskiego stanowiska. Makarios III zasugerował wówczas, że zwróci się o pomoc do Syrii, premier Grecji stwierdził jednak, że w takim wypadku arcybiskup straciłby szacunek Greków, a wniosek i tak przepadłby na forum organizacji. Podobnie negatywne stanowisko wobec apeli Makariosa III zajął następca Plastirasa, Sofoklis Wenizelos, który stwierdził wręcz, że to nie cypryjski hierarcha kieruje grecką polityką zagraniczną. W 1952 hierarcha wystąpił w jednej z ateńskich rozgłośni radiowych z apelem do narodu greckiego, by ten wywierał na swój rząd presję w sprawie cypryjskiej. Polityków greckich oskarżył o ignorowanie opinii publicznej.
Po przyjęciu przez ONZ rezolucji nr 637, w której państwa członkowskie zostały wezwane do poparcia aspiracji niepodległościowych żyjących na ich terytorium społeczności, Makarios III dostrzegł w niej szansę na organizację na Cyprze referendum, które skutkowałoby przyłączeniem do Grecji i zakończeniem rządów brytyjskich na wyspie. Był natomiast przeciwny rozstrzyganiu przyszłości Cypru drogą trójstronnych rozmów brytyjsko-grecko-tureckich.
23 lipca 1954 Makarios III wystąpił w parlamencie Grecji, przedstawiając projekt rezolucji do rządów USA, Wielkiej Brytanii, Grecji oraz do ONZ, wzywającej do urzeczywistnienia idei enosis. Jego mowa spotkała się z powszechnym poparciem deputowanych, zaś premier Grecji Aleksandros Papagos zapowiedział, że w razie niepodjęcia rozmów z Grecją przez stronę brytyjską do września (tj. do początku sesji ONZ), Grecja zgłosi wniosek o unię z Cyprem na forum organizacji. Pięć dni później, w czasie debaty w Izbie Gmin, brytyjski minister ds. kolonii Henry Hopkinson stwierdził, że niektóre kraje Wspólnoty Brytyjskich Narodów nigdy nie uzyskają niepodległości. Rząd brytyjski był skłonny jedynie wprowadzić zmiany do konstytucji Cypru, poszerzające zakres samorządności wyspy.
Na rok przed wystąpieniem na forum parlamentu greckiego arcybiskup zaakceptował zbrojne formy walki o niepodległość wyspy, nakazał jednak gen. Griwasowi ograniczyć je do aktów sabotażu. W październiku 1954 poprosił go o odłożenie wystąpienia zbrojnego w związku z toczącą się nad kwestią cypryjską dyskusją na forum ONZ. Wobec jej niekorzystnego dla aspiracji Cypru przebiegu Makarios III potwierdził zgodę na akcje sabotażowe i zaproponował dzień niepodległości Grecji – 25 marca 1955 – jako datę wybuchu powstania, które ostatecznie zaczęło się 1 kwietnia. Do konieczności użycia siły w walce o niepodległość przekonał go arcybiskup Aten Spirydon.

#### Uzyskanie niepodległości przez Cypr

##### Wystąpienie zbrojne EOKA
Po wybuchu zaplanowanego powstania i zniszczeniu przez EOKA kilku wybranych wcześniej obiektów użyteczności publicznej społeczność Greków cypryjskich, jak również grecka opinia publiczna, nie zareagowały ze spodziewanym entuzjazmem. W związku z tym Makarios III nakazał zawieszenie działań sabotażowych. Jeorjos Grivas uważał, że walkę zbrojną należało kontynuować, także po to, by inicjatywy w niej nie przejęli komuniści. Autorytet arcybiskupa był jednak tak wielki, że generał musiał ustąpić. Do czerwca nowe akcje EOKA nie były organizowane. Grivas całkowicie zmienił taktykę organizacji, decydując o podjęciu walki partyzanckiej i organizacji zamachów na brytyjskich policjantów i żołnierzy, jak również na ich cypryjskich współpracowników. Równocześnie Makarios III apelował o przeprowadzenie śledztwa w sprawie stosowania przez brytyjskie wojsko tortur wobec podejrzanych o współpracę z EOKA.
W październiku 1955, witając nowego gubernatora Cypru, marsz. Johna Hardinga, Makarios III wręczył mu trzy postulaty cypryjskie dotyczące przyszłości wyspy. Zadeklarował, że jeśli Wielka Brytania uzna prawo Cypryjczyków do samostanowienia, udzieli poparcia proponowanym wcześniej poprawkom do konstytucji Cypru. Harding stwierdził jednak, że nie posiada kompetencji, by decydować o uznaniu takiego prawa. 8 listopada tego samego roku zaprosił natomiast arcybiskupa na konferencję do Londynu, która miałaby dotyczyć nowego ustroju wyspy. Makarios III odmówił. W końcu miesiąca ministrowie spraw zagranicznych Wielkiej Brytanii i Grecji zadeklarowali konieczność dalszych rozmów z arcybiskupem. Marszałek Harding przekazał wówczas hierarsze, że rząd brytyjski, zmieniając wcześniejsze stanowisko, akceptuje zasadę samostanowienia, uważa jednak sytuację w rejonie śródziemnomorskim za niesprzyjającą jej praktycznej realizacji. Makarios III zażądał wówczas od rządu Grecji, by wywarł dyplomatyczny nacisk na rząd brytyjski, sugerując mu natychmiastowe nadania Cyprowi niepodległości. 5 grudnia 1955 parlament Wielkiej Brytanii ponownie potwierdził zasadność prawa Cypryjczyków do samostanowienia, powtarzając jednak, że sytuacja polityczna nie pozwala na usamodzielnienie się wyspy. Dwa dni później Makarios III stanął na czele demonstracji zorganizowanych pod hasłem natychmiastowego wyzwolenia Cypru.
Niechętny dalszym rozmowom z politykami brytyjskim, Makarios III podjął nowe negocjacje z Hardingiem w styczniu 1956, za namową premiera Grecji Konstandinosa Karamanlisa. W rozmowach zgodził się na współpracę przy wdrażaniu nowej konstytucji, pod warunkiem, że parlament wyspy zostanie wybrany w całkowicie wolnych wyborach, a w rządzie kolonii osobą odpowiedzialną za sprawy wewnętrzne zostanie Cypryjczyk. Zadeklarował również, że podejmie starania na rzecz powstrzymania aktów sabotażu EOKA jedynie pod warunkiem odwołania stanu wyjątkowego na wyspie i objęcia uczestników powstania amnestią. Druga tura rozmów, które Makarios III odbywał w końcu lutego z ministrem ds. kolonii Allanem Llenoxem-Boydem zakończyła się fiaskiem z powodu niechęci obydwu stron do ustępstw.

##### Deportacja na Seszele
Fiasko negocjacji Makariosa z Llenoxem-Boydem oraz nasilenie się aktów terroru ze strony EOKA, na co z kolei policja brytyjska odpowiedziała zwiększeniem represji, skłoniły marsz. Hardinga do aresztowania arcybiskupa, mimo zaplanowanych kolejnych tur rozmów. 9 marca 1956 hierarcha został zatrzymany pod zarzutem podżegania do stosowania terroru i utrzymywaniem kontaktów z cypryjską partyzantką. Rząd brytyjski oświadczył również, że negocjacje z Makariosem zakończyły się niepowodzeniem, gdyż odmawiał on użycia swojego autorytetu dla powstrzymania EOKA. Jeszcze tego samego dnia Makarios III znalazł się na wyspie Mahé na Seszelach. Razem z nim wywieziono biskupa Kirenii, jego sekretarza i proboszcza cerkwi Faneromeni.
W Wielkiej Brytanii deportacja arcybiskupa została przyjęta pozytywnie. Z kolei w Grecji wybuchły z tego powodu zamieszki, Grecki Kościół Prawosławny gwałtownie potępił działanie brytyjskie, zaś rząd odwołał z Londynu swojego ambasadora i zawiesił naukę języka angielskiego we wszystkich szkołach na terenie kraju. Z kolei premier Turcji Adnan Menderes publicznie pochwalił decyzję brytyjską i stwierdził, że powinna mieć ona miejsce już cztery lata wcześniej.

##### Działalność polityczna w latach 1957–1960
W kwietniu 1957 Makariosowi III pozwolono na opuszczenie miejsca odosobnienia i udanie się do Aten, gdzie hierarcha kontynuował działania na rzecz proklamowania niepodległości Cypru. Decyzja władz brytyjskich wynikała ze zmiany rządu i złagodzenia polityki przez nowy gabinet oraz z nacisków prezydenta USA Dwighta Eisenhowera. 17 kwietnia 1957 arcybiskup został powitany w Atenach przez tłumy Greków manifestujących poparcie dla idei enosis. Ze zdecydowaną krytyką tej decyzji wystąpiła natomiast dyplomacja turecka, uznając tę decyzję, jak i poparcie dla niej Aten, za dowód wrogości wobec Turcji. Przebywając w Grecji, arcybiskup wywierał dalsze naciski na rząd ateński, by ten nie poparł na arenie międzynarodowej żadnego rozwiązania kwestii cypryjskiej, które pomijałoby wyrażenie swojej woli w kwestii przyszłości wyspy przez jej mieszkańców.
Po kolejnych konferencjach w sprawie Cypru organizowanych przez NATO z udziałem przedstawicieli Grecji, Turcji i Wielkiej Brytanii Makarios zrezygnował z koncepcji enosis, odrzucając jednak również turecką propozycję podziału wyspy (taksim). Skrajnie negatywnie odnosił się do postulatów ruchu tureckiego na wyspie, który w poprzednich latach zaczynał przybierać bardziej zorganizowane formy. W liście do Jeorjosa Grivasa zachęcał do zaatakowania przez EOKA manifestacji tureckiej domagającej się taksim. Na wyspie coraz częściej powtarzały się walki grecko-tureckie, powstrzymywane przez Brytyjczyków. Makarios III nie potępił również zabójstw cypryjskich działaczy lewicowych i związkowych, dokonanych z rozkazu Grivasa, a jedynie wezwał Greków cypryjskich do zachowania jedności. W sierpniu 1958 arcybiskup polecił Grivasowi przyjęcie brytyjskiej propozycji zawieszenia broni na pięć dni. Ostatecznie trwało ono do września; 22 września 1958 Makarios III zadeklarował po raz pierwszy, że mógłby zgodzić się na niepodległość Cypru, rezygnując czasowo z enosis (chociaż zjednoczenie z Grecją pozostawało celem ostatecznym).
Makarios III pozytywnie przyjął również decyzję rządu greckiego o odrzuceniu propozycji sekretarza generalnego NATO o rozstrzygnięciu losów Cypru na konferencji grecko-brytyjsko-amerykańsko-tureckiej. Uważał, że najlepsze efekty dla wyspy da podjęcie w tej kwestii piątej już debaty na forum ONZ. W celu wzięcia w niej udziału przybył 15 listopada 1958 do Nowego Jorku. Ta jednak zakończyła się decyzją o ponownej organizacji rozmów między państwami bezpośrednio zainteresowanymi Cyprem. Makarios III nie brał bezpośredniego udziału w dialogu grecko-turecko-brytyjskim dotyczącym organizacji politycznej niepodległego Cypru, lecz był informowany o jego przebiegu przez greckiego ministra spraw zagranicznych. Mimo początkowych obiekcji, zaakceptował powstanie na wyspie tureckiej bazy wojskowej (jako gwarancji respektowania przez grecką większość populacji praw Turków cypryjskich), sprzeciwiał się natomiast postulatowi, by Grecy i Turcy po połowie tworzyli siły zbrojne. Był zdania, że proporcja dwóch narodowości powinna odpowiadać ich odsetkowi w społeczeństwie. Po zakończeniu rozmów, w którym dyplomacja grecka częściowo doprowadziła do uwzględnienia oczekiwań arcybiskupa, Makarios III 12 lutego 1959 zaakceptował podpisane w Zurychu dokumenty końcowe negocjacji. Wyraził jedynie żal, że w ich trakcie Grecy cypryjscy nie mieli własnej reprezentacji. Podkreślił jednak, że osiągnięty został najważniejszy cel – niepodległość Cypru, równie istotny dla greckich, jak i tureckich mieszkańców wyspy. Następnego dnia hierarcha skontaktował się z gen. Griwasem, prosząc go o wyrażenie oficjalnego poparcia dla dokumentów zuryskich, co oznaczało rezygnację z idei enosis, zdaniem Makariosa niemożliwej do realizacji w panujących warunkach politycznych. Wojskowy nie podzielał jednak w tej sprawie stanowiska duchownego, czy wręcz był przekonany, że do rezygnacji z enosis zmusił Makariosa III premier Grecji.
16 lutego 1959 Makarios III przybył do Londynu na czele 27-osobowej delegacji Greków cypryjskich, w celu podpisania układów z Zurychu. 25 spośród członków delegacji sprzeciwiło się treści porozumień, toteż arcybiskup poinformował greckiego ministra spraw zagranicznych, że ich podpisanie przez nią jest niemożliwe. Jedynie wysiłki dyplomatów greckich doprowadziły Makariosa III i delegację cypryjską do udziału w przewidzianej konferencji. W jej trakcie hierarcha stwierdził, że zastrzeżenia delegacji dotyczą nadania tureckiemu wiceprezydentowi Cypru prawa weta, liczebności Turków cypryjskich w siłach zbrojnych (przewidywane 30% było wyższe, niż odsetek ludności tureckiej w społeczeństwie) oraz traktatu gwarancyjnego, w którym zawarto prawo każdego z uczestników konferencji do interwencji w politykę wewnętrzną Cypru. Ostatecznie 19 lutego 1959, zdając sobie sprawę z niemożliwości renegocjacji dokumentów z Zurychu, podpisał przygotowany traktat. Makarios III mógł być również szantażowany przez brytyjskie służby specjalne, które groziły mu ujawnieniem materiałów dowodzących jego czynnego homoseksualizmu. Makarios III wielokrotnie podkreślał w kolejnych latach, że podpisał układy z Zurychu wyłącznie dla dobra kraju, a ich postanowienia go nie satysfakcjonowały.

### Prezydent Cypru (1960–1974)

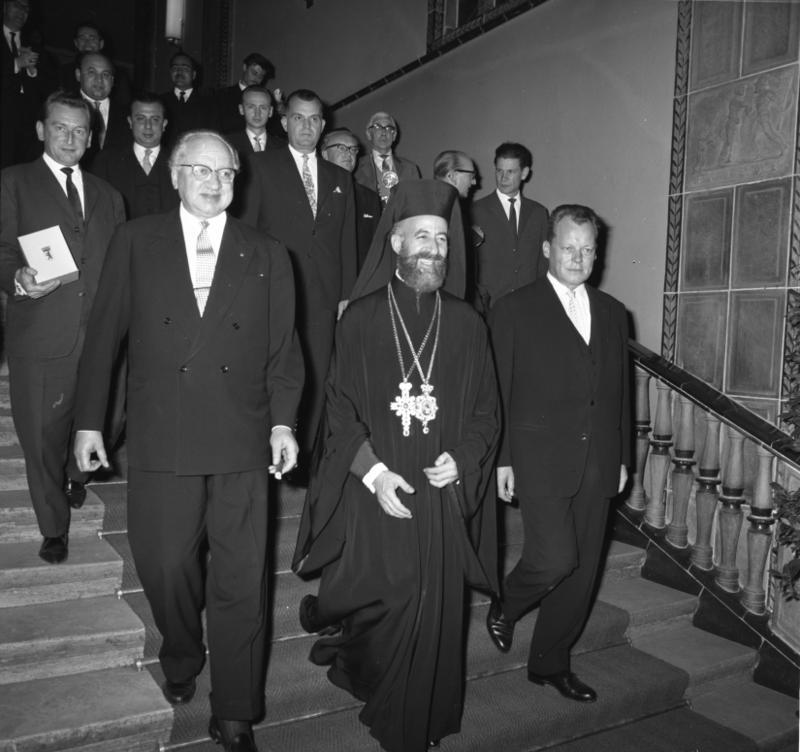
Wizyta prezydenta Cypru Makariosa III w Berlinie, 1962

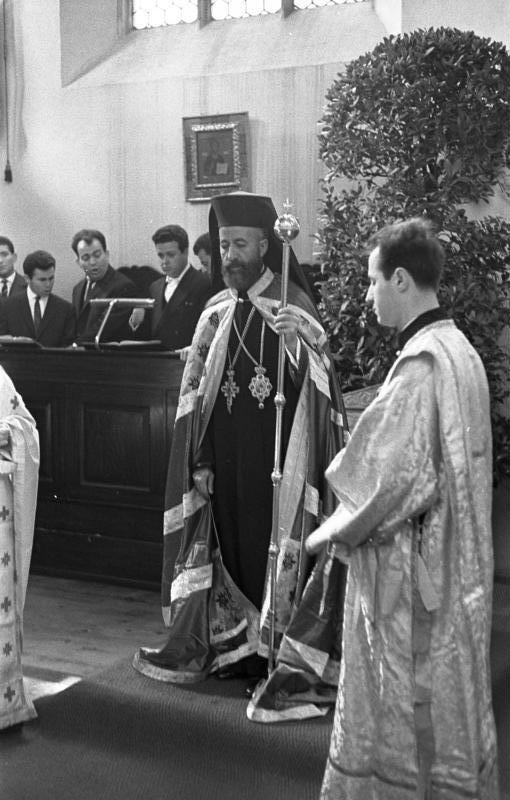
Makarios III w czasie Świętej Liturgii w jednej z etnicznie greckich parafii prawosławnych w Niemczech

Niepodległość Cypru została przyjęta przez Greków cypryjskich entuzjastycznie. Negatywnie do jej warunków i do samego Makariosa III odnosili się jedynie zwolennicy organizacji prawicowych, związanych z Grivasem, którzy nie dopuszczali myśli o choćby czasowej rezygnacji z enosis.
13 grudnia 1959 Makarios III został przez Greków cypryjskich wybrany na prezydenta Cypru (formalnie z ramienia partii Front Patriotyczny), uzyskując 66,29% głosów. Jego jedynym kontrkandydatem był Joanis Kleridis. Głową niepodległego państwa został 16 sierpnia roku następnego, po ukończeniu prac nad konstytucją republiki i rezygnacji Wielkiej Brytanii z władzy na wyspie.

#### Polityka zagraniczna
Już w lutym 1959 Makarios III zadeklarował, iż dla Cypru najkorzystniejsza będzie polityka niezaangażowania. Po objęciu urzędu prezydenckiego ponowił tę deklarację i odtąd konsekwentnie ją realizował. We wrześniu 1960 Cypr został przyjęty do ONZ, w 1961 – do Rady Europy, Makarios III odmówił natomiast przyłączenia się do NATO.
Podobnie jak większość greckich polityków cypryjskich uważał traktaty londyński i zuryski za rozwiązania tymczasowe, zaś proklamację niepodległości Cypru za pierwszy krok na drodze do popieranej przez Greków cypryjskich enosis. Liczył początkowo, że uzyska poparcie dla anulowania traktatów w ONZ, powołując się na fakt narzucenia ich społeczności cypryjskiej wbrew zasadzie samostanowienia. Z czasem dostrzegł, że Stany Zjednoczone, Turcja, Grecja i Wielka Brytania zgadzają się co do konieczności zachowania status quo na Cyprze, obawiając się wewnętrznego konfliktu w NATO w razie jego zmiany. Niemożność uzyskania poparcia krajów zachodnich dla idei enosis skłoniła go zatem do poszukiwania sojuszników w bloku państw socjalistycznych i wśród krajów rozwijających się, w tym tych, które niedawno uzyskały niepodległość w ramach demontażu systemu kolonialnego. Zachowywał przy tym dobre relacje z państwami bloku zachodniego. Poparcie dla ruchu krajów niezaangażowanych i zbliżenie z blokiem socjalistycznym nie było bez związku z osobistymi przekonaniami arcybiskupa, określanego przez polityków bloku zachodniego jako „Fidel Morza Śródziemnego” lub „czerwony ksiądz”.
Arcybiskup był zdania, że uczestnictwo w ruchu państw niezaangażowanych i przedstawienie na forum międzynarodowym dowodów, iż suwerenność Cypru jest w istocie iluzoryczna pozwoli mu na uzyskanie poparcia niezbędnego dla rewizji konstytucji Republiki, a następnie do urzeczywistnienia enosis. Szczególną wagę przywiązywał do współpracy z Indiami. W 1962 odwiedził Nowe Delhi i zaprotestował przeciwko agresji na Indie. Za jego rządów Cypr nie utrzymywał kontaktów dyplomatycznych z Chińską Republiką Ludową. Przyjazne relacje łączyły również Cypr z naserowskim Egiptem, jednak wbrew stanowisku egipskiej dyplomacji Makarios III nie przyłączył się do bojkotu ekonomicznego Izraela, dzięki czemu również od niego otrzymywał pomoc gospodarczą.
Makarios III kierował polityką zagraniczną Cypru jednoosobowo, praktycznie bez konsultacji z rządem ani tureckim wiceprezydentem, co było możliwe dzięki ogromnemu zaufaniu, jakim darzyli go Grecy cypryjscy. W krótkim czasie stał się – obok Josipa Broza Tity, Jawaharlala Nehru i Gamala Abdel Nasera – jednym z przywódców Ruchu Państw Niezaangażowanych. Uczestniczył w jego konferencjach w Belgradzie (1961), Kairze (1964) i Lusace (1970). Republika Cypru nieoficjalnie przyłączyła się do Afroazjatyckiej Konferencji Solidarnościowej, posiedzenie komitetu wykonawczego której Makarios III gościł w 1963 w Nikozji. Zapewnił wówczas, że nie dopuści, by w brytyjskich bazach na Cyprze składowano broń jądrową i by zostały one użyte w walce z państwami arabskimi. Wielokrotnie na forum ONZ prezydent solidaryzował się z przywódcami państw niezaangażowanych i apelował o wielką międzynarodową debatę nt. pomocy dla krajów rozwijających się, wzmocnienia prawa międzynarodowego i rozbrojenia. Dążył do budowy międzynarodowego wsparcia dla swoich postulatów wycofania się obcych wojsk z Cypru. Działalność Makariosa III budziła niepokój rządów tureckiego, brytyjskiego i greckiego, obawiających się, że arcybiskup zacieśni współpracę z blokiem socjalistycznym. Wielka Brytania i Turcja pragnęły ponadto zachowania w mocy traktatów zuryskiego i londyńskiego. W 1962, w czasie wizyty w Grecji, jej premier Karamanlis zadeklarował nieingerowanie w politykę prezydenta, dał mu jednak do zrozumienia, że obrany przezeń kurs nie jest zgodny z oczekiwaniami Grecji. W tym samym roku Makarios III udał się do Turcji, gdzie zapewniał, że przyspieszy wprowadzanie w życie decyzji korzystnych dla tureckich mieszkańców Cypru.
Od 1961 Cypr był członkiem Wspólnoty Narodów; prezydent opowiadał się za pogłębieniem współpracy między jej członkami.
Polityka niezaangażowania prowadzona przez Makariosa budziła niepokój Stanów Zjednoczonych, które doszły do wniosku, że tworzy ona niebezpieczeństwo zdominowania kraju przez ZSRR. Gdy amerykańscy specjaliści doszli do wniosku, że Cypr jest ekonomicznie niesamodzielny, USA zaczęła udzielać mu regularnego wsparcia gospodarczego, chcąc ubiec w tym zakresie Związek Radziecki. W czerwcu 1962 Makarios III odbył oficjalną wizytę do Waszyngtonu, zakończoną podpisaniem dalszych umów gospodarczych i zgodą na szkolenie urzędników cypryjskich w USA. W tym samym roku prezydent USA Lyndon B. Johnson udał się na Cypr z rewizytą, w czasie której zasugerował Makariosowi zwalczanie lewicowych ugrupowań na wyspie, w tym komunistycznej partii AKEL. Prezydent odmówił, gdyż partia ta wspierała jego politykę. W tych samych latach Makarios III nawiązał stosunki dyplomatyczne ze Związkiem Radzieckim i podpisał umowy gospodarcze z ZSRR i Polską (modernizacja portu w Famaguście). Mimo początkowych wątpliwości co do możliwej reakcji bloku zachodniego na współpracę z blokiem wschodnim, ostatecznie doszedł do wniosku, że utrzymywanie przyjaznych relacji z obydwoma ugrupowaniami okazuje się najkorzystniejsze dla Cypru, gdyż prowadzi do uzyskiwania od obydwu stron pomocy ekonomicznej. Z czasem stosunki cypryjsko-radzieckie uległy jednak pogorszeniu, gdyż prezydent, wbrew oczekiwaniom rządu ZSRR, nie wspierał bloku socjalistycznego (np. w 1961 skrytykował radzieckie testy z bronią jądrową). W związku z tym dyplomacja radziecka równocześnie podsycała konflikty turecko-greckie na Cyprze i popierała starania Makariosa III na rzecz wycofania się z wyspy obcych wojsk.
Makarios III cieszył się poparciem większości cypryjskich Greków, z wyłączeniem tej ich grupy, która opowiadała się za dążeniem do enosis poprzez ścisłą współpracę z NATO i Grecją. Na takiej podstawie opozycję wobec prezydenta budowali m.in. przybywający z Grecji, w ramach współpracy obydwu państw, greccy oficerowie.

#### Konflikt grecko-turecki na Cyprze
Od początku istnienia niepodległego Cypru problemem wewnętrznym państwa był konflikt między społecznościami grecką (80% mieszkańców) i turecką (20%). Prezydent doskonale zdawał sobie z niego sprawę i opowiadał się za stopniową integracją obydwu społeczności, podczas gdy politycy tureccy stali na stanowisku przeciwnym.
W listopadzie 1961 Makarios III zdecydował o rezygnacji z organizacji armii na Cyprze, gdy korzystając z przyznanego mu konstytucyjnie prawa weta wiceprezydent Fazıl Küçük zablokował jego projekt organizacji armii z oddziałami mieszanymi narodowościowo. W grudniu roku następnego zawiesił funkcjonowanie wszystkich organów samorządu lokalnego, pragnąc w ten sposób nie dopuścić do powstania odrębnych rad miejskich (greckich i tureckich) w miejsce rad mieszanych. Społeczność turecka nie uznała jego decyzji i zaczęła samodzielnie organizować nielegalne rady. Rząd turecki oskarżył prezydenta o łamanie konstytucji, którą sam podpisał. Cypryjski Najwyższy Trybunał Konstytucyjny pod przewodnictwem sędziego z RFN, Ernesta Forsthoffa, uznał za równie niekonstytucyjne tworzenie odrębnych rad, jak i dekret Makariosa III. W odpowiedzi prezydent oznajmił, że wyższą wartością niż konstytucja jest dobro państwa.
Debata wokół konstytucji i spory grecko-tureckie doprowadziły do faktycznego paraliżu państwa – nie osiągnięto porozumienia w kwestii zarządu największymi miastami, utworzenia armii, uchwalenia budżetu. Obydwie społeczności zarzucały sobie wzajemnie spowodowanie całej sytuacji. Makarios III stał konsekwentnie na stanowisku, że bez zmiany konstytucji położenie Cypru nie poprawi się. Z kolei politycy tureccy twierdzili, że w razie jej modyfikacji dojdzie do realizacji idei enosis i łamania praw Turków. Obydwie strony zarzucały rywalom złą wolę i traktowały się podejrzliwie i niechętnie.
4 sierpnia 1963 Makarios III przedstawił swoje propozycje zmian konstytucyjnych, zakładających mieszane rady miejskie, zniesienie zasady uchwalania i zatwierdzenia kluczowych ustaw osobno przez grecką i turecką izbę parlamentu oraz zniesienie zapisu o proporcjonalnym obsadzaniu stanowisk urzędniczych wobec faktu jej nierespektowania. Prezydent skrytykował również zapis umożliwiający interwencję brytyjską, turecką lub grecką na wyspie. 22 sierpnia tego samego roku wiceprezydent Küçük zagroził interwencją turecką w razie jakiejkolwiek zmiany konstytucji, która jego zdaniem byłaby równoznaczna ze złamaniem praw Turków. Na przełomie listopada i grudnia Makarios III zaprezentował kolejną propozycję zmian w konstytucji (trzynaście punktów Makariosa), która również została odrzucona. Kilka dni po przekazaniu projektu prezydenckiego wiceprezydentowi w Nikozji wybuchły zamieszki grecko-tureckie, w wyniku których zginęło ok. 300 osób, zaś ok. 100 tureckich wsi zostało zniszczonych. Prezydent i wiceprezydent bezskutecznie wspólnie wzywali do spokoju. Niezależnie od wystąpień Makariosa III, który wzywał Cypryjczyków greckich do zaprzestania ataków na Turków, greckie stacje radiowe nadawały komunikat o skrajnie odmiennej treści. Aktów przemocy, mimo apeli, dopuszczały się nadal obie strony.
Zamieszki na wyspie wywołały reakcję Turcji, Grecji i Wielkiej Brytanii. Najbardziej zdecydowana była reakcja Ankary; rząd turecki rozpoczął mobilizację, koncentrację floty i skierował nad wyspę bombowce, które przeprowadziły loty ostrzegawcze. 26 grudnia 1963, dzień po pojawieniu się nad Cyprem tureckiego lotnictwa, Makarios III oskarżył Turcję w Radzie Bezpieczeństwa ONZ o agresję. Wobec faktu, że po wybuchu zamieszek tureccy członkowie rządu złożyli dymisję, przyjęcie skargi oznaczało uznanie rządu złożonego jedynie z Greków. W tej sytuacji prezydent 1 stycznia 1964 ogłosił wypowiedzenie traktatów z Londynu i Zurychu, z czego jednak szybko musiał się wycofać, przekonany przez brytyjskiego ministra Duncana Sandysa, iż mógłby sprowokować interwencję turecką. Deklarację Makariosa III poparł natomiast Związek Radziecki. Sytuację na Cyprze miała rozwiązać konferencja w Londynie w styczniu 1964, z udziałem delegatów obydwu zamieszkujących wyspę narodowości, Turcji i Wielkiej Brytanii. Makarios III nie wziął udział w obradach. Wypowiadał się jednak przeciwko wprowadzeniu na wyspę kontyngentu NATO. Oczekiwał, że problem cypryjski rozwiąże Rada Bezpieczeństwa ONZ. Ostatecznie 4 marca 1964 Rada ogłosiła utworzenie United Nations Peacekeeping Force in Cyprus w sile 7 tys. żołnierzy, równocześnie nie ustosunkowując się do apeli Makariosa III o unieważnienie porozumień z 1960.
Mimo umiędzynarodowienia kwestii cypryjskiej walki na wyspie trwały, zaś liczniejsi Grecy zaczęli uzyskiwać w nich przewagę. Apele prezydenta o spokój nie przynosiły efektu. Turcja zażądała od niego natychmiastowego przywrócenia spokoju, grożąc interwencją; z kolei Grecja zapowiedziała wystąpienie w obronie Cypru w razie jej zaistnienia. 27 marca 1964 na wyspę dotarły siły pokojowe, został wyznaczony mediator. 4 kwietnia Makarios III ponownie ogłosił jednostronne wypowiedzenie traktatów z 1960, powołując się na fakt opuszczenia koszar przez stacjonujący na wyspie garnizon turecki. Decyzję tę poparł rząd Grecji. W odpowiedzi Turcja wypowiedziała traktat grecko-turecki z 1930, gwarantujący prawa Greków żyjących w tym kraju. Na wyspie zaczęły lądować oddziały tureckie i greckie, zaś prezydent podjął tworzenie Gwardii Narodowej złożonej z Greków, szkolonych przez greckich oficerów. Oddziały ONZ nie przyczyniały się do załagodzenia konfliktu. Wobec coraz częstszego przekraczania przestrzeni powietrznej Cypru przez tureckie samoloty Makarios III zagroził przeprowadzeniem zmasowanego ataku na osiedla tureckie. Tureckie enklawy, w których zabarykadowali się walczący o taksim, zostały odizolowane i objęte embargiem na niemal wszystkie towary, w tym żywność, którą z trudnościami mogły dostarczać jedynie organizacje humanitarne.
Wobec faktu, że poparcie dla polityki Makariosa III zadeklarował Związek Radziecki, USA zwiększyły aktywność dyplomatyczną ukierunkowaną na zakończenie konfliktu. W lipcu 1964 amerykański konsultant Dean Acheson przedstawił projekt porozumienia, zakładający referendum w sprawie zjednoczenia Cypru z Grecją, utworzenie dwóch kantonów etnicznie tureckich o statusie autonomicznym, przekazanie Turcji części półwyspu Karpas i greckiej wyspy Kastelorizo (jako wyrównania pozycji strategicznej obydwu państw po ewentualnej unii cypryjsko-greckiej), rekompensaty dla Turków cypryjskich deklarujących chęć wyjazdu z wyspy. Makarios uznał, że przyjęcie planu oznaczałoby przychylenie się do tureckiej idei taksim, zapewniał także, że Turkom cypryjskim wystarczą uprawnienia mniejszości narodowej. Nieugięta postawa arcybiskupa wywołała sprzeciw polityków greckich, którzy wprawdzie odmówili dalszych negocjacji z Turcją w oparciu o plan Achesona, ale zażądali równocześnie od niego, by – o ile naprawdę dąży do enosis – działał zgodnie z wytycznymi dyplomacji greckiej. Makarios III wierzył jednak, że zdoła doprowadzić do unii z Grecją metodą faktów dokonanych, mimo ostrzeżeń, że jego polityka może doprowadzić do wojny z Turcją. Podległe mu siły kontynuowały ataki na Turków cypryjskich, państwo kupowało z Grecji broń, zbroiły się również, pozyskując broń z Turcji, organizacje tureckie. 7 sierpnia lotnictwo tureckie rozpoczęło dwudniową ofensywę nad wyspą. W obronie Cypru wystąpiła Grecja, solidarność z Makariosem III wyraziły kraje niezaangażowane oraz kraje bloku wschodniego. Obawiając się sojuszu Cypru z blokiem radzieckim, Grecja ponownie bezskutecznie zażądała od prezydenta rezygnacji z forsowania idei enosis bez ustępstw na rzecz Turcji.
Po zakończeniu kryzysu grecko-tureckiego roku 1963 dominującą pozycję na wyspie zyskali Grecy, gdyż politycy tureccy wycofali się ze stanowisk rządowych. Mimo tego faktu rząd Makariosa III był uznawany na arenie międzynarodowej (poza Turcją). Cypryjska Izba Reprezentantów wyraziła w 1964 swoje uznanie dla polityki niezaangażowania. W roku następnym Izba, złożona już wyłącznie z Greków, przegłosowała opracowane kilka lat wcześniej przez prezydenta ustawy o zniesieniu limitów narodowościowych w organach politycznych i administracji oraz uchwaliła deklarację praw mniejszości tureckiej, nadającą jej pełną autonomię. Polityka wewnętrzna Makariosa III spotkała się z krytyką Grecji, której rząd ocenił działalność prezydenta Cypru jako prowokacyjną wobec Turków. W maju 1965 premier Grecji odrzucił propozycję ogłoszenia unii obydwu państw w czasie wizyty Makariosa w Atenach.
W połowie lat 60. polityka Makariosa III cieszyła się poparciem Związku Radzieckiego, podczas gdy Stany Zjednoczone niepokoiła samodzielna aktywność prezydenta (politycy USA mieli nadzieję, że prawicowa opozycja na Cyprze okaże się na tyle silna, by usunąć arcybiskupa z urzędu). Cieszył się on przy tym ogromnym poparciem społecznym obywateli Cypru, jak również obywateli Grecji, niechętnie nastawionych do jednoznacznie proamerykańskich rządów swojego kraju. Sam Makarios pozostawał konsekwentnym uczestnikiem ruchu państw niezaangażowanych, licząc na to, że w Grecji do władzy dojdzie ugrupowanie, które poprze jego koncepcję unii z Grecją bez ustępstw na rzecz Turcji. W 1965 odrzucił zasugerowany przez Deana Achesona plan pokojowy, uznając, że de facto zezwoliłby w ten sposób na podział wyspy. Zyskał w tej sprawie poparcie Grecji. We wrześniu tego samego roku zawarł tajny traktat handlowy z ZSRR, który umożliwiał Cypryjczykom greckim uzyskiwanie dostaw uzbrojenia nawet w przypadku niechęci Grecji. Makarios III pozostawał również pierwszoplanową postacią w ruchu państw niezaangażowanych; jego popularności w krajach rozwijających się starała się przeciwdziałać dyplomacja Turcji. Wcześniej, w lipcu 1965, arcybiskup wydał Kartę praw mniejszości, w której Turcy cypryjscy uzyskali potwierdzenie praw do autonomicznego szkolnictwa i organizacji religijnych. Nie zadowoliła ona Turków, którzy nadal stali na stanowisku, że nie są na Cyprze mniejszością narodową, a drugą, pełnoprawną społecznością etniczną i religijną.

#### Zmiana położenia międzynarodowego Cypru po 1967
Nadzieje na przejęcie władzy w Grecji przez ugrupowanie przychylne politycznym planom Makariosa III upadły po zamachu stanu czarnych pułkowników w 1967. Ich rząd zadeklarował całkowitą lojalność wobec bloku zachodniego i podjął rozmowy z Turcją, by uregulować kwestię cypryjską bez porozumienia z władzami wyspy. Makarios III zdawał sobie sprawę, że realizacja enosis w okresie sprawowania rządów w Atenach przez prawicową juntę oznaczałoby likwidację demokracji także na Cyprze. Dlatego w sierpniu 1967 odmówił przyłączenia wyspy do Grecji za cenę utworzenia nań tureckiej bazy wojskowej i opowiedział się za zachowaniem niepodległości Cypru. Poparcia dla swoich planów szukał w ruchu państw niezaangażowanych. Jego pozycja w nim również zachwiała się, gdy po wybuchu wojny sześciodniowej poparł swojego wieloletniego sojusznika egipskiego, lecz nie zaprzestał kontaktów z Izraelem.
Nie mogąc liczyć na pomoc wojskową ZSRR (po poprawie stosunków radziecko-tureckich), ani na pomoc grecką, nie chcąc natomiast dopuścić do podziału wyspy, Makarios III podjął rozmowy z Turkami cypryjskimi. Zadeklarował czasową rezygnację z enosis (co stało się przyczyną oskarżania go o zdradę ideałów greckich), zaś w marcu 1968 zadekretował zniesienie wszelkich ograniczeń w przepływie osób i towarów na wyspie oraz restrykcji, jakimi objęto po walkach w 1963 enklawy tureckie. Z wyspy wycofały się także oddziały greckie sprowadzone w okresie zamieszek. 26 lutego 1968 arcybiskup został wybrany na drugą kadencję prezydencką, uzyskując 95% głosów wyborców greckich. Startował pod hasłem utrzymania niepodległości, podczas gdy jego jedyny kontrkandydat Takis Ewdokas opowiadał się za enosis. Miesiąc później Makarios III zakończył blokadę enklaw tureckich.
8 marca 1970 Makarios III przeżył zamach na swoje życie, gdy został ostrzelany prezydencki helikopter. Sprawstwo tego wydarzenia nigdy nie zostało w pełni wyjaśnione.
Z kolei w lipcu 1970 wspierająca Makariosa III partia, Demokratyczny Front Narodowy, wygrała wybory parlamentarne. Niewielka opozycja grupowała się wokół haseł natychmiastowej enosis i poparcia dla greckiej junty. Jej najważniejszą organizacją był powstały w 1969 Front Narodowy.
W 1972 przedstawiciele „czarnych pułkowników” zaprosili Makariosa III do Aten, by przekonać go do natychmiastowej unii cypryjsko-greckiej. Arcybiskup odmówił, co skłoniło pułkowników do uwolnienia z aresztu domowego gen. Griwasa i skierowania go na Cypr w celu przeprowadzenia zamachu stanu. Rząd grecki zaczął również otwarcie występować przeciwko cypryjskiemu na arenie międzynarodowej. Po wewnętrznym zamachu stanu w łonie greckiej junty (25 listopada 1973 władzę objął gen. Dimitrios Joanidis) relacje grecko-cypryjskie uległy dalszemu pogorszeniu. Nowy szef rządu pragnął bowiem doprowadzić do aneksji Cypru, by podnieść swój autorytet w społeczeństwie. Z kolei władze tureckie w 1973 po raz kolejny zasugerowały Makariosowi III zmianę ustroju Cypru na federalny, co prezydent odczytał jako pierwszy krok na drodze do realizacji taksim i zdecydowanie odrzucił.
W tym samym roku Makarios III rozpisał kolejne wybory prezydenckie i wygrał je, nie mając żadnych rywali.

#### Zamach stanu na Cyprze

##### Działalność EOKA 2
W połowie 1971, dzięki pomocy czarnych pułkowników, na Cypr wrócił gen. Jeorjos Griwas, który stanął na czele organizacji EOKA 2 – struktury partyzanckiej, której celem miała być natychmiastowa unia Cypru z Grecją. Ugrupowanie wystąpiło przeciwko Makariosowi III i popierającym go siłom politycznym, w szczególności komunistycznej AKEL. Wyjątkowa pozycja Griwasa, wynikająca z jego zaangażowania w ruch na rzecz niepodległości Cypru w latach 50. sprawiała, że prezydent, chociaż wiedział, gdzie ukrywa się przywódca EOKA 2, nie zdecydował się na jego aresztowanie. Równocześnie siły policyjne Cypru zwalczały partyzantkę. W 1973 EOKA 2 dwukrotnie planowała zamach na Makariosa III, jednak obie próby zostały przedwcześnie wykryte lub zakończyły się fiaskiem.
25 stycznia 1974 Jeorjos Griwas zmarł w swojej tajnej siedzibie w Limassol. W czasie jego pogrzebu Makarios III podkreślał zasługi generała w walce z Wielką Brytanią, jak również ogłosił amnestię dla tych członków EOKA 2, którzy ujawnią się w ciągu pięciu dni. Apel ten pozostał bez odzewu. Organizacja kontynuowała dotychczasową działalność, realizując polecenia greckiej junty. EOKA 2 nawiązała również kontakty z Gwardią Narodową, szkoloną przez oficerów greckich, zyskując jej faktyczne poparcie i tym samym zapewniając sobie bezkarność. Makarios III powołał wówczas do życia Efedrikon Soma, korpus rezerwowy Gwardii, którego członkowie musieli wykazywać się bezdyskusyjną lojalnością wobec prezydenta. Nowa formacja odniosła pewne sukcesy w walce z partyzantką. Ponadto 1 lipca 1974 prezydent ogłosił zmniejszenie liczebności Gwardii z 10 tys. do 2 tys. żołnierzy i usunięcie z wyspy 650 nadliczbowych oficerów przybyłych z Grecji. 5 lipca tego samego roku oskarżył Gwardię o odgrywanie roli „wewnętrznej armii okupacyjnej”, zaś grecką juntę o organizowanie na wyspie działalności terrorystycznej i dążenie do likwidacji państwa cypryjskiego. Dowody słuszności tych stwierdzeń zostały odnalezione już kilka miesięcy wcześniej w kwaterze Grivasa w Limassol. Prezydent zażądał od Grecji wycofania z wyspy wszystkich oficerów, jednak spotkał się z odmową. Tymczasem w lipcu 1974 Efedrikon Soma rozbił tajny magazyn broni EOKA 2 i aresztował 150 partyzantów (z ogólnej liczby 500). Makarios III uznał to wydarzenia za ostateczny cios zadany organizacji. Jednak w tym samym momencie liderzy EOKA B, w porozumieniu z juntą czarnych pułkowników, postanowili natychmiast przystąpić do przeprowadzenia zamachu stanu.

#### Kryzys kościelny
2 marca 1972, działając w porozumieniu z juntą czarnych pułkowników, posłuszeństwo Makariosowi III jako swojemu zwierzchnikowi duchownemu wypowiedzieli metropolici Pafos, Kition i Kirenii Gennadiusz, Antym i Cyprian. Zarzucili mu bezprawne łączenie funkcji prezydenckiej z urzędem arcybiskupa, a następnie niezgodnie z prawem kanonicznym suspendowali. Zwołany w kwietniu 1973 w Nikozji Wielki Synod z udziałem przedstawicieli starożytnych patriarchatów prawosławnych uznał wystąpienie metropolitów za bezprawne i potwierdził prawo Makariosa III do sprawowania obowiązków prezydenta. Synod dokonał również reformy podziału administracyjnego Cypryjskiego Kościoła Prawosławnego i wybrał nowych metropolitów na miejsce Gennadiusza, Cypriana i Antyma.

##### Zamach stanu
15 lipca 1974 sympatyzujące z EOKA 2 oddziały Gwardii Narodowej zaatakowały pałac prezydencki w Nikozji, rozgłośnię radiową i szereg innych strategicznych budynków w stolicy. Ogłoszono powstanie Rządu Ocalenia Narodowego, który miał ratować kraj przed skutkami polityki prezydenta. Podana została wiadomość o śmierci arcybiskupa, jednak w rzeczywistości Makarios III zbiegł ze zniszczonego pałacu początkowo do Pafos, gdzie cieszył się znacznym poparciem. Zaapelował do Cypryjczyków, by stawili opór zamachowcom. 16 lipca wygłosił w języku angielskim drugie przemówienie, w którym zwracał się do wszystkich narodów o pomoc w zachowaniu niezależności przez Cypr. Następnego dnia z bazy brytyjskiej w Akrotiri odleciał przez Maltę do Londynu.
Wielka Brytania nie uznała rządu powołanego przez organizatorów puczu. Makarios III zyskał również poparcie NATO, także z powodu skrajnie antytureckich poglądów Nikosa Sampsona, lidera EOKA B wyznaczonego na nowego prezydenta Cypru. Stany Zjednoczone, potępiając zamach stanu, nie wypowiedziały się w sprawie legalności nowego rządu, nieoficjalnie go popierając. Po stronie Makariosa opowiedział się Związek Radziecki. Turcja, która nie protestowałaby przeciwko samemu obaleniu Makariosa III, również nie mogła zaakceptować szowinistycznego rządu tymczasowego.
Pod pretekstem obrony ludności tureckiej na Cyprze 20 lipca 1974 Turcja rozpoczęła inwazję na wyspę. W jej wyniku doszło do faktycznego podziału wyspy na część grecką i turecką, przy czym część turecka, przeznaczona dla 18% mieszkańców, objęła 1/3 wyspy. Doprowadzenie do takiego podziału od początku dekady miało poparcie zarówno greckiej junty, jak i Stanów Zjednoczonych.
W październiku 1974 Makarios III zwrócił się do ONZ z wnioskiem o wydanie rezolucji w sprawie cypryjskiej. Została ona wydana 1 listopada 1974 i zawierała apel o wycofanie wszelkich obcych wojsk z wyspy oraz o podjęcie rokowań grecko-tureckich za pośrednictwem Sekretarza Generalnego ONZ. W rozmowach tych Makarios nie wziął udziału, co miało być w założeniach polityków greckich gestem dobrej woli wobec Turcji. Wobec niepowodzenia kolejnych tur negocjacji 16 września 1975, na wniosek arcybiskupa, ONZ wydała kolejną rezolucję, apelującą o porozumienie gwarantującą suwerenność Cypru i likwidację podziału wyspy.

### Prezydent Cypru (1974–1977)
7 grudnia 1974 arcybiskup wrócił do Nikozji, owacyjnie witany przez społeczność grecką, i na nowo zaczął pełnić obowiązki prezydenta. Faktyczny podział Cypru skłonił Makariosa III do ostatecznej rezygnacji z enosis. Odtąd głównym celem jego działalności było przywrócenie sytuacji na Cyprze sprzed 1974. Opowiadał się za utworzeniem państwa federacyjnego, odrzucał natomiast perspektywę definitywnego podziału wyspy – 30 maja 1976 odrzucił taką propozycję złożoną przez polityków reprezentujących Turków cypryjskich.
W styczniu 1977 Makarios III podjął, pod auspicjami ONZ, nowe rozmowy z przedstawicielami Turków cypryjskich. Były one najbardziej produktywne od kilku lat, a ich efektem było porozumienie w kwestii powstania federalnego państwa cypryjskiego złożonego z dwóch członków (społeczności etnicznych), ale z rządem centralnym chroniącym jedność kraju, kontynuującego politykę niezaangażowania, z osobą świecką jako szefem rządu – Makarios zgodził się dla dobra kraju w przyszłości odejść z urzędu prezydenckiego. W zamian za to ustępstwo przedstawiciele Turków cypryjskich byli gotowi pomniejszyć strefę przeznaczoną dla swojej społeczności i okupowaną przez armię turecką. Do wypracowania całkowitego porozumienia nie doszło jednak i tym razem. W czasie kolejnych rund rozmów Makarios III stwierdził, że powierzchnia zajmowana na wyspie przez poszczególne społeczności powinna być proporcjonalna do liczby osób do nich przynależących, co oznaczałoby okrojenie terytorium Turków do 1/5 terytorium Cypru. Z kolei delegacja Turków cypryjskich domagała się ograniczenia prerogatyw rządu centralnego na rzecz gabinetów lokalnych (greckiego i tureckiego).

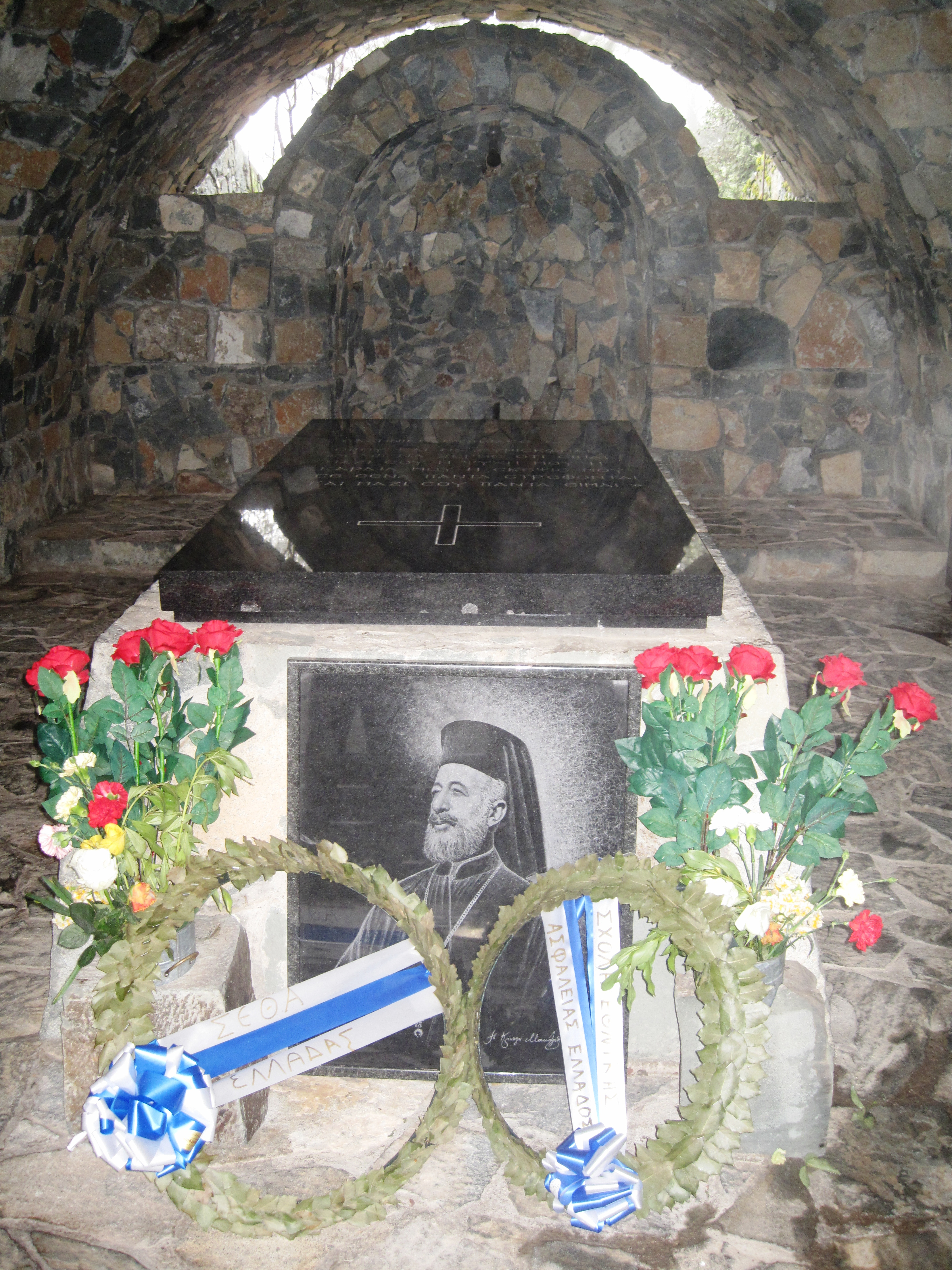
Grób Makariosa III na wzgórzu przy klasztorze Kykkos

W okresie 1974–1977 stan zdrowia arcybiskupa znacznie się pogorszył. 3 sierpnia 1977 Makarios III zmarł w Nikozji wskutek kolejnego zawału serca. W jego pogrzebie uczestniczyli delegaci wszystkich autokefalicznych Kościołów prawosławnych, części innych Kościołów chrześcijańskich, szereg delegacji różnych państw oraz 250 tys. Greków cypryjskich (1/3 całej społeczności). Zgodnie z własnym życzeniem został pochowany nieopodal klasztoru Kykkos. Serce arcybiskupa wyjęto z ciała i poddano badaniom, które miały potwierdzić przyczynę zgonu; nieformalnie twierdzono, że celem badań miało być sprawdzenie, czy Makarios III nie został otruty. Do 2006 serce przechowywano w siedzibie arcybiskupstwa Cypru, decyzję o jego pochówku podjął dopiero arcybiskup Cypru Chryzostom II.

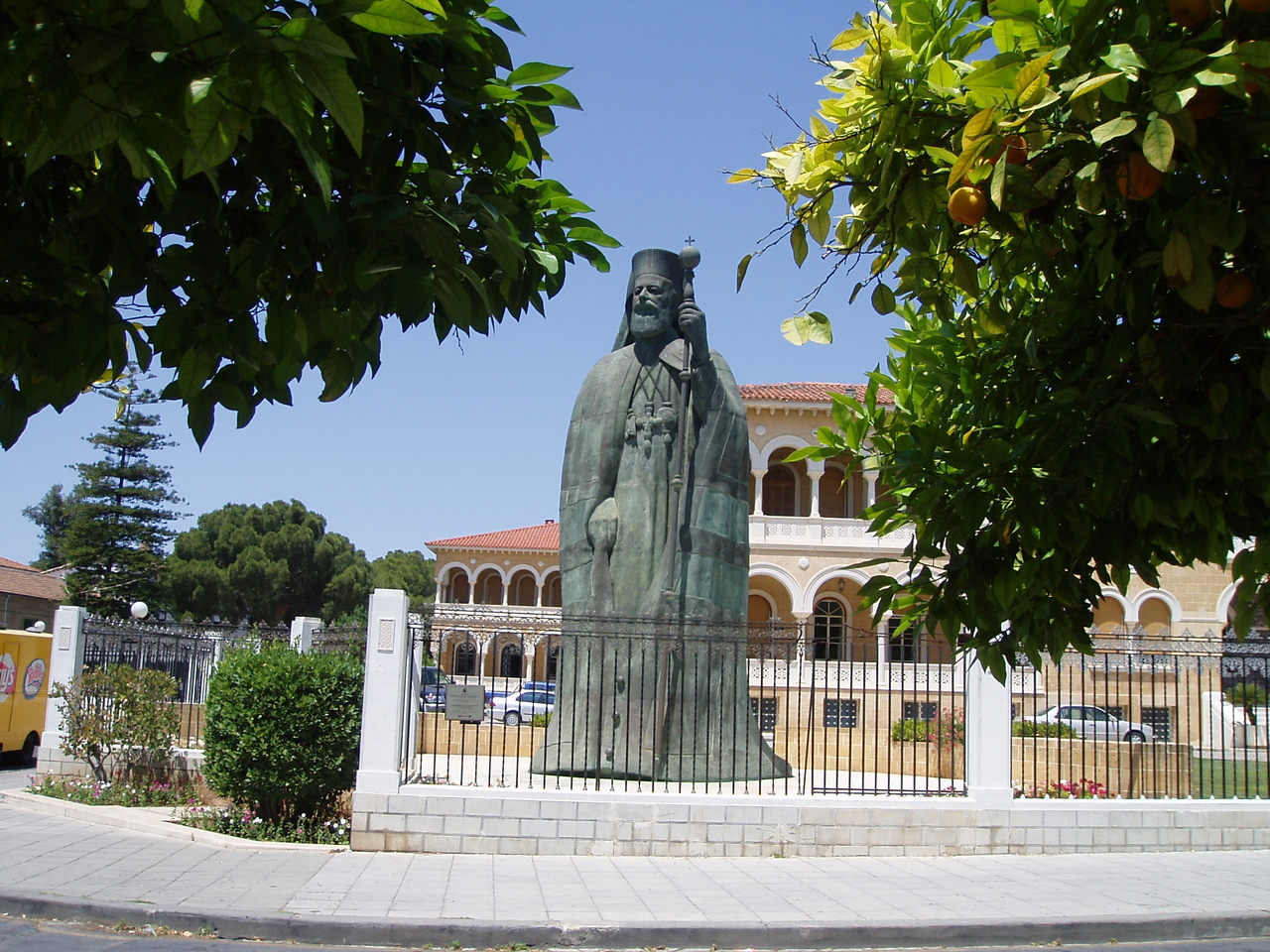
Pomnik Makariosa III przed pałacem arcybiskupim w Nikozji, przeniesiony następnie do mauzoleum koło monasteru Kykkos

Postać Makariosa III nie przestała budzić kontrowersji. Wokół jego postaci powstał wśród Greków cypryjskich swoisty kult, zwolennicy arcybiskupa uważają go za bohatera narodowego, przypisują mu wręcz nieomylność. Grób hierarchy jest celem pielgrzymek wiernych, rozważana jest jego kanonizacja. Do 2008 przed pałacem arcybiskupim w Nikozji znajdował się dziesięciometrowy pomnik Makariosa III wykonany przez cypryjskiego artystę z Londynu Nikosa Kotzamianisa. W wymienionym roku arcybiskup Cypru Chryzostom II zdecydował o przeniesieniu posągu do monasteru Kykkos i zastąpieniu go marmurowym pomnikiem naturalnych rozmiarów.
Krytycy Makariosa III uważają go za człowieka próżnego i wyniosłego, skłonnego do otaczania się pochlebcami. Zarzucają mu też autokratyczny styl rządzenia. Wśród kontrowersyjnych działań Makariosa III wymienia się zgodę na wystąpienie zbrojne EOKA, jego działalność sabotażową i zamachy, odrzucenie planu Achesona, co mogłoby wcześniej zakończyć konflikt wewnętrzny na Cyprze, jak również wygłoszenie w 1974 apelu o interwencję do gwarantów niepodległości Cypru (według krytyków arcybiskupa posłużyło to za pretekst do inwazji tureckiej). Szczególna niechęć wobec Makariosa III panuje wśród Turków cypryjskich, którzy oskarżają go o dążenie do eksterminacji lub wygnania z wyspy wszystkich mieszkańców pochodzenia tureckiego. Kontrowersje wokół postaci pierwszego prezydenta Cypru znajdują swój wyraz w popularnych legendach związanych z jego pogrzebem. Podczas ceremonii padał gwałtowny deszcz, co rzadko zdarza się w sierpniu na Cyprze. Grecy interpretują ten fakt jako dowód, że nawet niebiosa pogrążyły się w żalu po śmierci biskupa. W interpretacji tureckiej deszcz został zesłany, by zmyć zbrodnie zmarłego.